# Psychotria cumanensis
Psychotria cumanensis är en måreväxtart som beskrevs av Alexander von Humboldt, Aimé Bonpland och Schult.. Psychotria cumanensis ingår i släktet Psychotria och familjen måreväxter. Inga underarter finns listade i Catalogue of Life.